# 工人和资源：苏维埃共和国
《工人和资源：苏维埃共和国》是一个由3Division开发和发行的城市建造遊戲，于2019年3月15日通过Steam平台发行了Windows平台版本。背景设定为二十世纪60年代至80年代与苏联和北约接壤的一块虚构的计划经济体制地区。玩家需依靠现有的资源在计划经济体制下管理共和国的方方面面, 包括矿物资源、制造业产品、国家建设、投资以及居民。